# Pinanga perakensis
Pinanga perakensis är en enhjärtbladig växtart som beskrevs av Odoardo Beccari. Pinanga perakensis ingår i släktet Pinanga och familjen Arecaceae. Inga underarter finns listade i Catalogue of Life.